# Pterolophia subovatula
Pterolophia subovatula là một loài bọ cánh cứng trong họ Cerambycidae.